# Leonardo Henrique Veloso
Leonardo Henrique Veloso (Pedro Leopoldo, 29 mei 1987) is een Braziliaanse profvoetballer die als verdediger speelt.

## Carrière
De Braziliaanse linkervleugelverdediger begon zijn loopbaan bij het Braziliaanse Atlético Mineiro. Bij deze club kreeg hij zijn opleiding en speelde hij vast in het reserve elftal. In januari 2008 werd Veloso door Willem II gescout en voor een half miljoen euro naar Willem II gehaald. Hij zou een van de versterkingen moeten zijn die Willem II in de eredivisie zouden houden. Veloso kwam in dat seizoen echter alleen in actie voor het beloftenelftal. Aanpassingsproblemen en een conditionele achterstand lagen hieraan ten grondslag. Hij maakte zijn (prof)debuut voor de Tilburgers op zaterdag 30 augustus 2008, in de met 2-1 gewonnen wedstrijd tegen AFC Ajax: in de eerste wedstrijd van het seizoen 2008/2009 liet toenmalig coach Andries Jonker hem debuteren in het eerste elftal, in de basis.
Bij Willem II stonden zijn kwaliteiten voortdurend ter discussie, met name onder grote groepen supporters, maar in zijn eerste volledige seizoen kwam hij toch tot 27 optredens, meestal als basisspeler. In het seizoen 2009/10 was hij geen vaste waarde meer en pendelde van de basisopstelling naar de reservebank en weer terug. Na 13 wedstrijden in de eerste seizoenshelft, ging Veloso op stage met het Roemeense Dinamo Boekarest. Met die club bereikte hij geen overeenstemming over een contract. Daarna ging hij op stage bij CFR Cluj. Na een oefenwedstrijd in het Turkse Antalya kwam hij in februari 2010 met de Roemeense kampioen van 2008 een contract voor een tweeënhalf jaar overeen. Naar verluidt betaalden de Roemenen een transfersom van 100.000 euro aan Willem II, om het nog een half jaar doorlopende contract af te kopen. Met Cluj veroverde hij in 2010 het Kampioenschap van Roemenië en won hij daar de nationale beker en Supercup. In dat seizoen kwam hij tot 10 wedstrijden. In januari 2012 stapte hij over naar het Oekraïense Tsjornomorets Odessa. Begin 2014 sloot hij aan bij Goiás EC en begin 2015 speelde hij voor Santa Cruz FC in het gewonnen Campeonato Pernambucano 2015.